# 乔保平
乔保平（1955年12月2日—2021年3月9日），男，汉族，内蒙古土默特左旗人，中华人民共和国政治人物。南开大学经济系政治经济学专业本科毕业。

## 生平
1973年3月参加工作，1975年9月加入中国共产党。從南開大學畢業後，進入中国共产主义青年团系統工作，曾任团中央维护青少年权益部部长、组织部部长，後輾轉国务院国有资产监督管理委员会及中国电力投资集团公司任職。2008年，出任中國國電集團党组书记、副总经理。2013年5月，擔任新設立的中國國電集團公司董事会董事长。2017年11月，獲任命為重組過後的国家能源投资集团董事长。2019年3月，到齡卸任，此後出任中国核工业集团、华润集团外部董事。
2021年3月10日，傳出已去世的訊息，部分消息則指其跳樓輕生。